# Saison 1896-1897 des Sénateurs d'Ottawa
Autres saisons
Saison précédente Saison suivante
La saison 1896-1897 de hockey sur glace est la douzième à laquelle participe le Club de hockey d'Ottawa. C'est une saison de changements pour le club de hockey d'Ottawa : Herbert Russell et Thomas Kirby quittent l'équipe et la nouvelle patinoire du Dey's Arena est inaugurée le 19 décembre 1896. L'équipe joue son premier match dans sa nouvelle salle le 9 janvier 1897 devant 1 500 personnes dont le Gouverneur général du Canada, le Marquis d'Abderdeen John Hamilton-Gordon et son épouse. Le match du 30 janvier voit la défaite d'Ottawa 1-0 contre les AAA de Montréal alors qu'un but n'a pas été compté pour Ottawa. Ils portent alors réclamation et le match est rejoué le 17 février, une victoire 4-0 pour Ottawa.

## Classement
| Clt   | Équipe                  | PJ | V | D | N | BP | BC | Pts |
| ----- | ----------------------- | -- | - | - | - | -- | -- | --- |
| +001, | Victorias de Montréal   | 8  | 7 | 1 | 0 | 48 | 26 | -   |
| +002, | Club de hockey d'Ottawa | 8  | 5 | 3 | 0 | 25 | 18 | -   |
| +003, | AAA de Montréal         | 8  | 5 | 3 | 0 | 31 | 26 | -   |
| +004, | Bulldogs de Québec      | 8  | 2 | 6 | 0 | 22 | 46 | -   |
| +005, | Shamrocks de Montréal   | 8  | 1 | 7 | 0 | 27 | 37 | -   |

- Champion de l'AHAC

## Meilleurs marqueurs
| Joueur          | PJ | B  |
| --------------- | -- | -- |
| Alf Smith       | 8  | 12 |
| Harry Westwick  | 8  | 6  |
| Charlie Spittal | 7  | 3  |
| A. Living       | 2  | 2  |
| M. Smith        | 5  | 2  |

## Matchs après matchs
| No | Date       | Visiteurs | Résultat | Domicile  | Fiche        |
| -- | ---------- | --------- | -------- | --------- | ------------ |
| 1  | 9 janvier  | Shamrocks | 1-4      | Ottawa    | 1-0-0        |
| 2  | 16 janvier | Québec    | 1-4      | Ottawa    | 2-0-0        |
| -  | 30 janvier | Ottawa    | 0-1      | AAA       | Match rejoué |
| 4  | 6 février  | Victorias | 4-2      | Ottawa    | 2-1-0        |
| 5  | 13 février | Ottawa    | 3-1      | Victorias | 3-1-0        |
| 3  | 17 février | Ottawa    | 4-0      | AAA       | 4-1-0        |
| 6  | 20 février | AAA       | 4-3      | Ottawa    | 4-2-0        |
| 7  | 27 février | Ottawa    | 1-4      | Québec    | 4-3-0        |
| 8  | 6 mars     | Ottawa    | 4-3      | Shamrocks | 5-3-0        |

## Effectif
- Gardien de buts : Fred Chittick
- Joueurs : W. Dey, H. Hutchinson, A. Living, Harvey Pulford, Alf Smith, D. Smith, M. Smith, Charlie Spittal, Harry Westwick et Weldy Young